# Јазу (Тотори)
Јазу (јап. 八頭町) је варош у Јапану у префектури Тотори. Према попису становништва из 2016. у граду је живело 16.687 становника.

## Становништво
Према подацима са пописа, у граду је 2016. године живело 16.687 становника.